# حاجي أباد بشق (بربرود الغربي)
حاجي أباد بشق (بالفارسية: حاجی‌آباد بسحاق) هي قرية تقع في إيران في قسم بربرود الغربي الریفي. يقدر عدد سكانها بـ 60 نسمة .